# Huralihalli, Honnali
Huralihalli là một làng thuộc tehsil Honnali, huyện Davanagere, bang Karnataka, Ấn Độ.